# Amstel Gold Race 1983
La 18ª edición de la Amstel Gold Race se disputó el 21 de abril de 1983 en la provincia de Limburg (Países Bajos). La carrera constó de una longitud total de 242 km, entre Heerlen y Meerssen.
El vencedor fue el australiano Phil Anderson (Peugeot-Shell-Michelin) fue el vencedor de esta edición al imponerse en solitario en la línea de meta de Heerlen. El belga Jan Bogaert (Europdecor-Dries-Eddy Merckx) y el holandés Jan Raas (TI-Raleigh-Campagnolo) fueron segundo y tercero respectivamente. 

## Clasificación final
| Pos. | Ciclista                | Equipo                               | Tiempo     |
| ---- | ----------------------- | ------------------------------------ | ---------- |
| 1    | Phil Anderson           | Peugeot-Shell-Michelin               | 5h 50' 26" |
| 2    | Jan Bogaert             | Europdecor-Dries-Eddy Merckx         | + 31"      |
| 3    | Jan Raas                | TI-Raleigh-Campagnolo                | m. t.      |
| 4    | Jacques Hanegraaf       | TI-Raleigh-Campagnolo                | m. t.      |
| 5    | Etienne de Wilde        | La Redoute-Motobecane                | m. t.      |
| 6    | Gilbert Duclos-Lassalle | Peugeot-Shell-Michelin               | m. t.      |
| 7    | Luc Colijn              | Fangio-Tonissteiner-O.m.trucks-Mavic | m. t.      |
| 8    | Patrick Cocquyt         | Safir-Van de Ven                     | m. t.      |
| 9    | Ad Wijnands             | TI-Raleigh-Campagnolo                | m. t.      |
| 10   | Steven Rooks            | Sem-Reydel-Mavic                     | m. t.      |